# Felix Latzke
Pour les articles homonymes, voir Latzke.
Felix Latzke (né le 1er février 1942 à Vienne à l'époque en Allemagne et aujourd'hui en Autriche) est un joueur de football autrichien, qui évoluait au poste d'attaquant, avant de devenir ensuite entraîneur.

## Biographie

### Carrière d'entraîneur
Il co-dirige avec Georg Schmidt l'équipe d'Autriche lors de la Coupe du monde 1982 organisée en Espagne.
Il dirige un total de 8 matchs internationaux entre le 24 mars 1982 et le 1er juillet 1982.

## Palmarès
| Admira Vienne - Championnat d'Autriche (1) : - Champion : 1965-66. - Coupe d'Autriche (2) : - Vainqueur : 1963-64 et 1965-66. |  | VOEST Linz - Coupe d'Autriche (1) : - Finaliste : 1977-78. |